# Eleccions legislatives gregues de juny de 2012
Les eleccions legislatives gregues de juny de 2012 van tenir lloc el 17 de juny com a conseqüència que no s'aconseguís formar una coalició de govern després dels resultats de les eleccions de maig. La Constitució Grega permet al president de la República dissoldre un parlament acabat d'escollir si no s'aconsegueix formar cap govern, fins i tot sense el consentiment del Parlament. Després dels resultats electorals del 17 de juny, de nou cap partit polític no va obtenir la majoria absoluta parlamentària i hauria de formar-se un govern de coalició.

## Antecedents
L'article 37 de la Constitució Grega assenyala: "El líder del partit que tingui la majoria d'escons al Parlament serà nomenat primer ministre. Si cap partit no obté la majoria absoluta, el president de la República donarà al líder del partit amb majoria relativa un mandat exploratori per tal de determinar la possibilitat de formar un govern que gaudeixi de la confiança del Parlament. Si aquesta possibilitat no es pot aconseguir, el president de la República donarà el mandat exploratori al líder del segon partit més gran al Parlament, i si això també fracassa, al líder del tercer partit més gran al Parlament. Cada mandat exploratori entrarà en vigor durant tres dies. Si tots els mandats exploratoris resulten infructuosos, el president de la República convocarà tots els líders dels partits, i si es confirma la impossibilitat de conformar un gabinet que gaudeixi de la confiança del Parlament, s'haurà de tractar de formar un gabinet integrat per tots els partits amb representació parlamentària amb el propòsit de celebrar eleccions legislatives. Si això no funciona, caldrà encomanar al president del Tribunal Administratiu Suprem o de la Cort Suprema Civil i Penal o del Tribunal de Contes per formar un gabinet tan àmpliament acceptat com sigui possible per dur a terme les eleccions i es dissolgui el Parlament".

### Eleccions de maig
A les eleccions del 6 de maig, cap partit no va obtenir la majoria absoluta d'escons. El president Kàrolos Papúlias, conforme amb la Constitució, va oferir els successius mandats exploratoris als líders dels tres partits més grans: Andonis Samaràs, de Nova Democràcia; Alexis Tsipras, de la Coalició de l'Esquerra Radical; i Evànguelos Venizelos, del Moviment Socialista Panhel·lènic. Cadascun d'ells no va poder formar govern i van tornar llurs mandats al president.
El 13 de maig, el president va seguir els termes de l'article 37 de la Constitució i va reunir-se amb tots els líders dels partits per intentar trobar una manera de formar un govern de majoria. El ministre de finances alemany, Wolfgang Schäuble, va dir que l'elecció seria un referèndum sobre la permanència de Grècia com a membre de la zona euro. "Si Grècia -i aquesta voluntat és la de la gran majoria- vol romandre a l'euro, aleshores han d'acceptar les condicions. Si no, no és possible. Cap candidat responsable no pot amagar això als electors".
El president de la República, Kàrolos Papúlias, va proposar sense èxit un acord de govern de personalitats tecnòcrates i després un gabinet transitori integrat per tots els partits amb representació al Parlament. En conseqüència, el president Papúlias va exercir el procediment previst a la Constitució i va designar el 16 de maig el jurista Panagiotis Pikrammenos (president del Consell d'Estat, un dels més alts tribunals) com a Primer Ministre interí, a qui va encomanar la formació d'un gabinet de transició. El 17 de maig foren juramentats els ministres del gabinet de transició i aquell mateix dia va quedar constituïda la nova legislatura del Parlament. El 18 de maig, el ple del Parlament va escollir el Presidium, conformat per un president, set sotspresidents, tres degans i sis secretaris. Finalment, el 19 de maig, el president Papúlias va dissoldre el Parlament per decret i va convocar noves eleccions legislatives per al 17 de juny del 2012.

## Procediment
El sistema electoral de Grècia es regula segons el previst per la llei 3231/2004, publicada al Butlletí Oficial de l'Estat de l'11 de febrer de 2004. El vot és obligatori per als ciutadans majors d'edat fins als 70 anys, fins a l'any 2000 els grecs que no complien amb l'obligació de votar podien ser sotmesos a un arrest menor o ser sancionats amb multes. Tanmateix, actualment no s'imposa cap sanció als ciutadans que no voten i aquesta obligació s'entén com una mesura per promoure la participació electoral.
Del total de 300 escons del Parlament, s'escullen 238 escons a 57 circumscripcions o districtes electorals amb distribució mitjançant el sistema de representació proporcional, 12 escons es distribueixen també proporcionalment a escala nacional, amb un llindar del 3% obligatori per obtenir representació parlamentària, i els altres 50 escons s'adjudiquen al partit polític que guanya les eleccions a nivell nacional, a les circumscripcions electorals on va obtenir més votació, independentment del percentatge de vots obtingut. La majoria absoluta parlamentària s'aconsegueix quan un partit polític o coalició de partits obté almenys la meitat més un (151 de 300) del total d'escons. Els vots en blanc i els no vàlids, així com els vots emesos per als partits polítics que no arriben al llindar del 3%, es descarten a efectes de l'assignació d'escons.
La llei tradicionalment requereix que les votacions comencin a l'alba i acabin al vespre als 20.560 col·legis electorals a tot el territori grec. A la pràctica es realitza un arrodoniment de l'horari: la votació comença a les 7h i acaba a les 19h. A aquesta última hora els mitjans de comunicació tenen permès la publicació de llurs sondeigs.

## Enquestes d'opinió
Les enquestes mostraven SÍRIZA com el partit amb més suport popular, davant de Nova Democràcia i PASOK. Tot i que els dies anteriors mostraven un empat tècnic que finalment va resoldre's amb la victòria de ND.
| Data         | Agència          | ND    | SÍRIZA | PASOK | ANEL  | KKE  | XA   | DIMAR | Verds | LAOS | DISY | DX   | DRASSI | Altres - Indecisos                         |
| 6 maig 2012  | Elecció anterior | 18,85 | 16,78  | 13,18 | 10,60 | 8,48 | 6,97 | 6,11  | 2,93  | 2,90 | 2,55 | 2,15 | 1,80   | Altres: 6,70                               |
| ------------ | ---------------- | ----- | ------ | ----- | ----- | ---- | ---- | ----- | ----- | ---- | ---- | ---- | ------ | ------------------------------------------ |
| 10 maig 2012 | Marc/Alpha       | 20,3  | 27,7   | 12,6  | 10,2  | 7,0  | 5,7  | 4,9   | 1,7   | 2,3  | 1,5  | 1,8  | 1,3    | Altres: 3,0                                |
| 11 maig 2012 | Metron           | 21,7  | 25,5   | 14,6  | 10,5  | 5,3  | 4,7  | 5,4   | 2,6   | 1,8  | 1,9  | 1,8  | 1,6    | Altres: 2,6                                |
| 12 maig 2012 | Kapa             | 18,1  | 20,5   | 12,2  | 8,4   | 6,5  | 5,8  | 5,0   | 2,5   | 2,4  | 2,5  | 2,2  | 1,3    | Altres: 1,7 Indecisos: 10,9                |
| 14 maig 2012 | Rass             | 19,4  | 20,5   | 11,8  | 7,8   | 4,8  | 3,8  | 6,2   | 1,8   | 2,0  | 2,4  | 2,3  |        | Altres: 3,7 Indecisos: 11,3                |
| 17 maig 2012 | Pulse RC         | 19,5  | 22     | 14    | 7,5   | 5,5  | 5,5  | 5,5   | 1,5   | 1,5  | 1,5  | 1,5  | 1,5    | Altres: 2,0 Indecisos: 8,0                 |
| 17 maig 2012 | Marc/Alpha       | 23,1  | 21,0   | 13,2  | 7,2   | 5,1  | 4,3  | 5,6   | 1,6   | 1,3  | 1,4  | 1,8  | 0,9    | Abstenció: 8,7                             |
| 19 maig 2012 | Rass             | 20,2  | 21,7   | 11,7  | 7,3   | 5,5  | 3,7  | 6,2   | 1,3   | 1,9  | 2,5  | 2,0  |        |                                            |
| 20 maig 2012 | Public Issue     | 24,0  | 28,0   | 15,0  | 8,0   | 5,0  | 4,5  | 7,0   |       |      |      | 3,0  |        |                                            |
| 20 maig 2012 | Metron           | 19,7  | 20,8   | 14,4  | 6,5   | 4,8  | 4    | 5,2   |       | 1,5  |      | 2,3  |        | Altres: 3,6 Indecisos: 9,0, Abstenció: 4,6 |

- Nota sobre la variabilitat metodològica dels sondeigs: Els sondeigs que es mostren amb nombres en fons groc mostren el percentatge brut de respostes respecte del total. Totes les altres registren la seva estimació de vot després d'ignorar els vots en blanc i abstencions i després d'ajustar el 'vot probable' dels indecisos. Aquest últim mètode (emprat per exemple per Marc) per definició donarà percentatges relatius majors per a tots els partits (ja que els vots a candidatura estan dividits entre el total de vots vàlids i no entre el total de votants enquestats). Per això els percentatges obtinguts per cadascun d'aquests mètodes no són directament comparables amb els obtinguts per l'altre.

## Resultats electorals

Distribució d'escons per a la 15a Legislatura del Parlament Hel·lènic:
Nova Democràcia (ND): 129 escons (79 + bonificació de 50 escons)
SÍRIZA (SÍRIZA): 71 escons
Moviment Socialista Panhel·lènic (PASOK): 33 escons
Grecs Independents (ANEL): 20 escons
Alba Daurada (LS - XA): 18 escons
Esquerra Democràtica (DIMAR): 17 escons
Partit Comunista de Grècia (KKE): 12 escons

Després de l'escrutini oficial del 100% dels vots, el partit de centredreta Nova Democràcia (fusionat amb DISY des del 21 de maig de 2012 va obtenir la victòria, sense arribar a la majoria absoluta, amb un augment de gairebé 11 punts amb referència a les eleccions de maig, arribant al 29,66% dels vots vàlids i 129 escons (21 escons més, si s'hi suma la bonificació de 50 escons per ésser el partit polític més votat). La Coalició de l'Esquerra Radical (SÍRIZA), va obtenir el segon lloc, augmentant més de 10 punts els seus vots (26,89% dels vots vàlids) i aconseguint 71 escons (19 més que a les eleccions anteriors). El partit de centreesquerra Moviment Socialista Panhel·lènic, de 41 escons al maig, va baixar-ne a 33 (12,28%). En quart lloc es troba el partit de dreta ANEL (20 escons i 7,51% de vots); el cinquè lloc és per al partit d'extrema dreta Alba Daurada (18 escons i 6,29% dels vots); la sisena força política és el partit de centreesquerra DIMAR amb 17 escons i el 6,26% dels vots, i la setena força és el Partit Comunista de Grècia amb 12 escons i el 4,20% dels vots. Els altres 15 partits o aliances que varen participar sumen el 5,98% dels vots i no van obtenir representació parlamentària.
Resultats electorals escrutat el 100% dels vots:
| Eleccions legislatives gregues del 17 de juny de 2012                    |                                                                         |                                                               |           |        |        |        |     |
| Partit polític                                                           | Partit polític                                                          | Líder/s                                                       | Vots      | %      | +/–    | Escons | +/– |
|                                                                          | Nova Democràcia (ND) - fusionat amb DISY                                | Andonis Samaràs                                               | 1.825.609 | 29,66% | +10,81 | 129    | 21  |
|                                                                          | SÍRIZA (SÍRIZA)                                                         | Alexis Tsipras                                                | 1.655.053 | 26,89% | +10,11 | 71     | 19  |
|                                                                          | Moviment Socialista Panhel·lènic (PASOK)                                | Evànguelos Venizelos                                          | 755.832   | 12,28% | –0,90  | 33     | 8   |
|                                                                          | Grecs Independents (ANEL)                                               | Panos Kammenos                                                | 462.456   | 7,51%  | –3,10  | 20     | 13  |
|                                                                          | Alba Daurada (LS-XA)                                                    | Nikólaos Mikhaloliakos                                        | 425.980   | 6,92%  | –0,05  | 18     | 3   |
|                                                                          | Esquerra Democràtica (DIMAR)                                            | Fotis Kuvelis                                                 | 385.079   | 6,26%  | +0,15  | 17     | 2   |
|                                                                          | Partit Comunista de Grècia (KKE)                                        | Aleka Papariga                                                | 277.179   | 4,50%  | –3,98  | 12     | 14  |
|                                                                          | Recrear (DX)-Acció (Drassi)-Aliança Liberal (FS)                        | Thanos Tzimeros; Stefanos Manos i Grigoris Vallianatos        | 98.063    | 1,59%  | –2,41  | 0      | =   |
|                                                                          | Reagrupament Popular Ortodox (LAOS)                                     | Georgios Karatzaferis                                         | 97.099    | 1,58%  | –1,32  | 0      | =   |
|                                                                          | Verds Ecologistes                                                       | Comité de 6 membres                                           | 54.421    | 0,88%  | –2,05  | 0      | =   |
|                                                                          | Moviment Jo No Pago (Kinima Den Plirono)                                | Vasilis Papadopoulos                                          | 23.734    | 0,39%  | –0,49  | 0      | =   |
|                                                                          | Front de l'Esquerra Anticapitalista Grega (ANTARSYA)                    | Comité de 21 membres                                          | 20.389    | 0,33%  | –0,86  | 0      | =   |
|                                                                          | Societat (Koinonia): Partit Polític dels Successors de Kapodistria      | Michail Iliadis                                               | 17.771    | 0,29%  | –0,16  | 0      | =   |
|                                                                          | Unió de Centristes (EK)                                                 | Vasilis Leventis                                              | 17.191    | 0,28%  | –0,33  | 0      | =   |
|                                                                          | Partit Pirata de Grècia (KPE)                                           | Ioannis Papagoupous                                           | 14.169    | 0,23%  | –0,28  | 0      | =   |
|                                                                          | Moviment Panatenenc (Panki)                                             | Yiorgos Betsikas                                              | 12.439    | 0,20%  | +0,20' | 0      | =   |
|                                                                          | Partits Comunistes Marxistes-Leninistes de Grècia (KKE (M-L) - M-L KKE) | Comité de 4 membres                                           | 7.648     | 0,12%  | –0,13  | 0      | =   |
|                                                                          | Esperança Nacional (EE)                                                 | Giorgios Papadopoulos                                         | 4.303     | 0,07%  | Nuevo  | 0      | =   |
|                                                                          | Partit Liberal (KF)                                                     | Manolis Kaligiannis                                           | 615       | 0,01%  | –0,05  | 0      | =   |
|                                                                          | Independents                                                            | Candidats independents a diverses circumscripcions electorals | 416       | 0,01%  | –0,04  | 0      | =   |
|                                                                          | Moviment de Resistència Nacional (KEAN)                                 | Ippokratis Savvouras                                          | 80        | 0,0%   | 0      | 0      | =   |
|                                                                          | Moviment de Tots els Treballadors Agrícoles de Grècia (PAEKE)           | Miltiadis Tzalazidis                                          | 1         | 0,0%   | 0      | 0      | =   |
| Vots vàlids                                                              | Vots vàlids                                                             | Vots vàlids                                                   | 6.155.527 | 99,01% |        |        |     |
| Vots no vàlids                                                           | Vots no vàlids                                                          | Vots no vàlids                                                | 36.277    | 0,58%  |        |        |     |
| Vots en blanc                                                            | Vots en blanc                                                           | Vots en blanc                                                 | 25.052    | 0,40%  |        |        |     |
| Total                                                                    | Total                                                                   | Total                                                         | 6.216.856 | 100,0% |        | 300    |     |
| Participació electoral                                                   | Participació electoral                                                  | Participació electoral                                        |           | 62,47% |        |        |     |
| Font: Ministeri de l'Interior de Grècia Arxivat 2012-07-11 at Archive.is |                                                                         |                                                               |           |        |        |        |     |
|                                                                          |                                                                         |                                                               |           |        |        |        |     |

## Formació de govern
Dilluns 18 de juny de 2012 el President de Grècia, Kàrolos Papúlias, atorgà a Andonis Samaràs, líder de Nova Democràcia, el mandat per formar un govern de coalició en un termini de 3 dies, per ser el partit polític que va obtenir la majoria relativa (129 escons i 29,66% dels vots) a les eleccions legislatives del 17 de juny. Samaràs considera 'necessària' la ràpida formació d'un govern de "salvació i unitat nacional, de llarga durada, amb la participació del màxim nombre possible de partits polítics".
El 18 de juny, Andonis Samaràs inicià la ronda de converses amb Alexis Tsipras, líder de l'esquerra radical SÍRIZA, la segona força política de Grècia. Tsipras va rebutjar formar part del govern perquè afirmà que "Nova Democràcia i SÍRIZA tenen estratègies oposades" i anuncià que assumirà el lideratge d'una oposició "activa i constructiva" per controlar el govern "a cada pas que faci". Aquell mateix dia, Samaràs també tenia previst reunir-se amb Evànguelos Venizelos, líder del partit socialdemòcrata PASOK (tercera força política), qui ha anunciat públicament que "aquest dimarts, com a màxim, pot haver-hi un govern a Grècia", mostrant-se a favor de formar part d'un govern de coalició amb els conservadors de Nova Democràcia. Després, Samaràs va reunir-se amb Panos Kammenos i Fotis Kuvelis, líders d'ANEL i DIMAR, respectivament.